# Sunrise (Here I Am)
Sunrise (Here I Am) (с англ. — «Восход (вот и я)») — дебютный сингл проекта Ratty.

## История
Sunrise (Here I Am) стал дебютным синглом проекта Ratty, который, как выяснилось впоследствии, был сторонним проектом немецкой группы Scooter. В его создании приняли участие все члены группы по состоянию на 2000 год — Эйч Пи Бакстер, Рик Джордан, Аксель Кун и Йенс Теле. В информации, указанной на диске, их имена были заменены на псевдонимы — Dave «Bass» Parker, Slivo, Ed Harris, Finn Reder соответственно.
Песня и видеоклип стали хитами в 2000 году, попав Top-100 чартов пяти европейских стран (включая 51-е место в Великобритании). В видеоклипе главными действующими лицами стали крысы, играющие с человеческими жизнями.

## Достижения в чартах
- Бельгия (Ultratop) — 32
- Германия (GfK Entertainment Charts) — 36
- Нидерланды (MegaCharts) — 37
- Великобритания (UK Singles Chart) — 51
- Австрия (Ö3 Austria Top 40) — 62

## Варианты релизов

### 12" Promo (White vinyl)
1. Sunrise (Here I Am)
2. Spacecowboy

### CD Maxi
1. Sunrise (Here I Am) (Radio Edit) — (3:41)
2. Sunrise (Here I Am) (Club Mix) — (7:30)
3. Sunrise (Here I Am) (Instrumental) — (5:39)
4. Sunrise (Here I Am) (Dub Mix) — (6:07)

### 12" Maxi — Germany (Kontor 139)
1. Sunrise (Here I Am) (Club Mix) — (7:30)
2. Sunrise (Here I Am) (Dub Mix) — (6:07)
3. Sunrise (Here I Am) (Instrumental) — (5:39)

### Британская версия
1. Sunrise (Here I Am) (Radio Edit) — (2:45)
2. Sunrise (Here I Am) (Club Mix) — (7:30)
3. Sunrise (Here I Am) (Instrumental) — (5:39)

### 12" Promo Remixes 2003 — UK (NEO12051X)
1. Sunrise (Here I Am) (Scooter remix) — 6:56
2. Sunrise (Here I Am) (Donald & Giles remix) — 8:14